# Bynon Hill
Bynon Hill är en kulle i Antarktis. Den ligger i Sydshetlandsöarna. Argentina, Chile och Storbritannien gör anspråk på området. Toppen på Bynon Hill är 340 meter över havet, eller 145 meter över den omgivande terrängen. Bredden vid basen är 2,4 km.
Terrängen runt Bynon Hill är kuperad söderut, men norrut är den platt. Havet är nära Bynon Hill åt nordväst. Trakten är glest befolkad. Närmaste befolkade plats är Gabriel de Castilla Spanish Antarctic Station, 7,8 kilometer sydväst om Bynon Hill. 